# Lygistus
Lygistus là một chi bọ cánh cứng trong họ Chrysomelidae.
Chi này được miêu tả khoa học năm 1965 bởi Wilcox.

## Các loài
Chi này gồm các loài:
- Lygistus stretophallus (Wilcox, 1965)